# Anne Van Parijs
Anne Van Parijs (La Louvière, 14 aprile 1944) è una nuotatrice belga.
Specializzata nel dorso, ha partecipato ai Giochi di Roma 1960, gareggiando nei 100m dorso.
È  stata campionessa belga nei 100m dorso nel periodo 1963-1965.